# Mariel-exodus

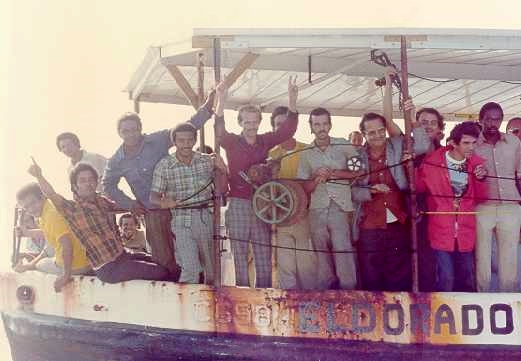
Bootvluchtelingen op een overvolle boot bij aankomst in Key West

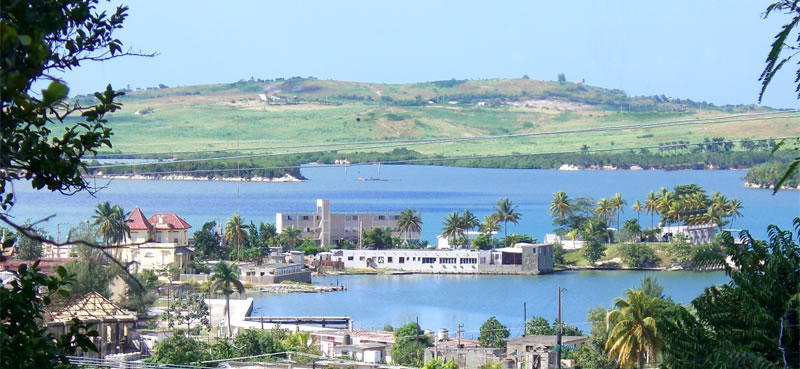
Zicht op de haven van Mariel in 2010

De Mariel-exodus (Engels: Mariel boatlift) was een uittocht van meer dan 125.000 Cubanen naar de Verenigde Staten in 1980. Tussen april en oktober van dat jaar vertrokken ongeveer 1700 veelal particuliere boten uit de haven van Mariel naar de Amerikaanse kust. Hoewel de VS niet gelukkig was met deze instroom van bootvluchtelingen, werd uiteindelijk maar een klein deel van hen het Amerikaanse staatsburgerschap ontzegd.

## Achtergrond
Begin 1980 was de economische toestand in Cuba verslechterd. Er was een gebrek aan huisvesting en werkgelegenheid. Na eerdere problemen met Cubanen die hun toevlucht tot verschillende Zuid-Amerikaanse ambassades hadden gezocht en daar asiel vroegen, trok de Cubaanse regering in april 1980 haar bewakers van de ambassades terug. Een paar dagen later moedigde zij Cubanen die weg wilden aan om naar de Peruaanse ambassade in Havana te gaan, zeer tegen de zin van Peru. Uiteindelijk bevonden zich bij de Peruaanse ambassade ongeveer 10.000 mensen op het ambassadeterrein, veel meer dan Fidel Castro had verwacht, en de humanitaire situatie daar was schrijnend. Aanvankelijk werd een luchtbrug ingesteld tussen Havana en Costa Rica, om een deel van deze asielzoekers te laten uitreizen. De Cubaanse autoriteiten hieven deze luchtbrug echter op nadat nog geen duizend vluchtelingen hiervan gebruik hadden kunnen maken.

## Uittocht
Enkele weken later verklaarde de Cubaanse regering dat eenieder die dat wilde, uit Cuba kon vertrekken via de haven van Mariel, ongeveer 50 km ten westen van Havana, zolang ze daar door iemand met een boot zouden worden opgehaald. Voor Castro was dit een mogelijkheid om 'ongewenste elementen' kwijt te raken. Op deze wijze werden vooral in april en mei grote aantallen Cubanen naar de Verenigde Staten vervoerd, vooral op Amerikaanse plezierjachten en vissersboten. De Amerikaanse kustwacht had de handen vol aan search and rescue, zoals het assisteren bij defecte en gezonken boten. Vanaf mei kreeg de kustwacht daarnaast de opdracht de vluchtelingenstroom te beperken en te reguleren. Boten die naar Cuba gingen werden tegengehouden. Boten die van Cuba kwamen met vluchtelingen werden onderschept, zodat alle vluchtelingen op één punt aan land zouden komen (de Truman Annex, een militaire basis op Key West) om daar te worden geregistreerd.
Veel van de vertrokken Cubanen hadden familie in de VS, maar lang niet alle. Daarnaast was er bezorgdheid over het feit dat Castro vermoedelijk bewust ook veroordeelde misdadigers en psychiatrische patiënten had laten vertrekken. Niettemin werd uiteindelijk slechts enkele duizenden vluchtelingen de Amerikaanse nationaliteit ontzegd wegens een crimineel verleden.
De samenstelling van de vluchtelingenstroom was hoe dan ook duidelijk anders dan die van de al in de VS wonende Cubanen in ballingschap. Waar de laatsten meestal uit de middenklasse of hogere klassen kwamen en goed opgeleid waren, bevonden zich onder de nieuwe instroom veel (fabrieks)arbeiders met weinig scholing. Ook waren de eerdere golven emigranten duidelijk 'witter' dan de nieuwkomers, die veelal van zwarte of gemengde afkomst waren.

## Nasleep
De Mariel-exodus was de grootste instroom van Cubanen in de Verenigde Staten ooit, en de arbeidsreserve in Zuid-Florida nam in enkele maanden met 55.000 personen toe. Het is niet geheel duidelijk hoe groot het effect hiervan op de arbeidsmarkt was. Onderzoek van David Card uit 1990 suggereerde dat ook onder lager opgeleiden de lonen in Miami zich niet veel anders ontwikkelden dan elders in de VS. Later onderzoek van George Borjas in 2016 keek specifiek naar personen die hun middelbare school niet hadden afgemaakt, en onder die populatie was na 1980 in Miami een daling in de lonen te zien die duidelijk sterker was dan in de rest van de VS.
In 2016 waren er nog enkele honderden bij de Mariel-exodus vertrokken Cubanen die in de VS op uitzetting naar Cuba wachtten.

## Bekende vluchtelingen
- Reinaldo Arenas, een Cubaanse romanschrijver, dichter, toneelschrijver en dissident.
- Elizabeth Caballero, een Cubaanse operazangeres.
- Pedro Medina, een ter dood veroordeelde misdadiger.